# Chicagos flagga
Chicagos flagga är en amerikansk kommunflagga. Den togs fram år 1917 med hjälp av en tävling som anordnades av Chicagos borgmästare och styrelse. Tävlingen vanns av Wallace Rice vars bidrag valdes bland omkring tusen inskickade förslag. Flaggan är vit med två blåa horisontella bårder en bit från nedre respektive övre kanten. Mellan de båda bårderna finns fyra röda sexuddiga stjärnor placerade centrerat. I Wallace Rices förslag var det bara två stjärnor. Han placerade dem något förskjutna mot vänsterkanten för att ge möjlighet för stadens institutioner att placera en egen symbol bredvid stjärnorna, som en eskulapstav för hälso- och sjukvård och en uppslagen bok för biblioteken. Han var även öppen för att stjärnorna skulle kunna bli fler och ytterligare två stjärnor adderades åren 1933 respektive 1939.

## Flaggans proportioner
Flaggan har höjd/breddförhållandet 2:3. De blåa bårdernas höjd är en sjättedel av höjden och är placerade på en sjättedels avstånd från över- respektive nederkanten. Det lämnar ett vitt horisontellt fält mitt i flaggan som har en tredjedels höjd av totalhöjden. I detta är de fyra sexuddiga stjärnorna placerade centrerat i både höjd- och sidled.

## Färgval och komponenter
Wallace Rice var en journalist och poet som arbetade på Art Institute of Chicago som expert på heraldik på och han gav varje komponent i flaggan betydelse.

### Vit bakgrund
Den vita bakgrunden symboliserar Chicagos mångfald med alla dess raser, eftersom ljus som reflekteras i vitt återger alla färger. De båda blåa bårderna delar upp bakgrunden i tre fält som ska representera geografiska förhållanden lokalt, nationellt och internationellt:
- Det översta vita fältet symboliserar stadsdelen North Side, USA:s atlantkust och länderna norr och öster om USA.
- Det mittre fältet representerar stadsdelen West Side, Great Central Plain som domineras av Chicago samt USA.
- Det nedre vita fältet symboliserar södra stadsdelen South Side, Stillahavskusten samt länderna väster och söder om USA.

### Blå bårder
Den blå färgen valdes för att färgen förknippas med sjöar och floder, berg i fjärran samt havet. Bårderna utgjorde tillsammans med de ursprungliga två stjärnorna fyra komponenter på den vita bakgrunden. De fyra komponenterna symboliserade att Chicago var världens fjärde stad. De båda bårderna fick också representera olika lokala, nationella och globala förhållanden:
- Den övre ljusblå bården står lokalt för Chicagoflodens norra avgrening, North Branch, för Alleghenybergen i Appalacherna samt för Atlanten och Stora sjöarna.
- Den nedre bården representerar Chicagoflodens södra avgrening, South Branch, Klippiga bergen och Sierra Nevada samt Stilla havet och Mexikanska golfen.

### Röda sexuddiga stjärnor
Den röda färgen är en blinkning till ett tidigare förslag på färger som lanserades efter en tävling som anordnades av tidningen Chicago Tribune. Det vinnande förslaget då hade färgerna rött och vitt. Wallace Rice menade att femstjärniga flaggor var avsedda för nationer och stater och gjorde därför stjärnorna sexuddiga. Han angav symbolik för såväl de båda stjärnorna som för uddarna. För uddarna på de två stjärnorna som tillkom senare finns ingen egentlig officiell lydelse.
Den första stjärnan som Wallace Rice placerade representerar Stora Chicagobranden, som utbröt 1871, och den andra stjärnan representerar världsutställningen i Chicago 1893. År 1933 adderades en stjärna för att uppmärksamma det årets världsutställning i Chicago, Century of Progress, och den fjärde stjärnan infördes 1939 för att hedra minnet av Fort Dearborn, den första amerikanska befästningen i området som byggdes 1803. När den fjärde stjärnan antogs beslutades också att stjärnornas placering skulle ordnas kronologiskt, med Fort Dearborn-stjärnan först:
- Fort Dearborn, uddarna representerar historiskt viktiga händelser i Chicago, dessa är inte officiellt stadfästa:
  - Fransk dominans, 1693.
  - Engelsk dominans, 1693–1763.
  - Virginiaterritoriet, 1763–1778.
  - Nordvästra territoriet, 1771–1798.
  - Indianaterritoriet, 1798–1802.
  - Illinois, 1818.
- Stora Chicagobranden, uddarna representerar materiella ting som staden åstadkommit eller strävade efter:
  - Transport
  - Handel
  - Finans
  - Arbete och industri
  - Befolkning
  - Hälsa
- World's Columbian Exposition, världsutställningen 1893. Uddarna representerar immateriella värden:
  - Religion
  - Utbildning
  - Skönhet
  - Generositet
  - Rättvisa
  - Hövlighet
- Century of Progress, världsutställningen 1933. Uddarna brukar anses beskriva.
  - Världens tredje största stad.
  - Urbs in horto – latin för Staden i lustgården.
  - "I Will" – "Jag ska", stadens motto.
  - "The Great Central Market" – Chicagos handelscenter för råvaror.
  - "The Wonder City" – Miakelstaden som rest sig ur askan efter den stora branden.
  - "The Convention City" – mäss- och konferensstaden.

## Femte stjärna
Det har flera gånger diskuterats att införa en femte stjärna. År 1961 fanns planer på att införa en femte stjärna till minne av första kärnreaktorn, Chicago Pile-1, där den första kontrollerade kedjereaktionen skapades. Det diskuterades att införa en femte stjärna för att hedra både borgmästare Richard J. Daley, som innehade tjänsten i 21 år, och borgmästare Harold Washington, som var Chicagos första färgade borgmästare. Redan inför ansökningarna av sommar OS 2016, som Chicago senare förlorade, talades om att addera en stjärna om staden fått OS. Anne Burke, ledamot av Illinois högsta domstol och en av grundarna och organisatörerna till de första Special Olympics-spelen som hölls i Chicago 1968 har lämnat in förslag om en stjärna till minne av det. År 2016 lämnades bland annat en medborgarmotion in för att få en femte stjärna på flaggan efter att Chicago Cubs vann högsta ligan i baseball för första gången på mer än hundra år. Staden har en utmärkelse som kallas "Fifth Star Award", ungefär Femte stjärnan priset, som delas ut till kulturarbetare och kulturinstitutioner som framhäver eller arbetar i Chicagos anda.